# Funcție generatoare exponențială
În matematică, funcția generatoare exponențială a unui șir (an) este o funcție care poate fi scrisă ca o serie formală :
{\displaystyle \sum a_{n}{\frac {X^{n}}{n!}}}
asfel încât coeficienții an  sunt elementele șirului dat.
O funcție generatoare exponențială poate avea mai multe variabile :
{\displaystyle \sum a_{n}b_{k}{\frac {X^{n}}{n!}}{\frac {Y^{k}}{k!}}}

## Exemplu
{\displaystyle {2 \over {\sqrt {5}}}*e^{x \over {2}}*\sinh {\frac {{\sqrt {5}}x}{2}}}
furnizează prin dezvoltare în serie exponențială șirul lui Fibonacci :
0, 1, 1, 2, 3, 5, 8, 13, 21,... Șirul A000045 la Enciclopedia electronică a șirurilor de numere întregi (OEIS)